# Мэсси, Гарри Стюарт Уилсон
Гарри Стюарт Уилсон Мэсси (англ. sir Harrie Stewart Wilson Massey; 16 мая 1908, Мельбурн — 27 ноября 1983) — английский физик австралийского происхождения. Член Лондонского королевского общества (1940) и иностранный член Американского философского общества (1975).

## Биография
Мэсси родился в Мельбурне. В 1929 году окончил Мельбурнский университет, получив степень магистра наук, и продолжил обучение в Тринити-колледже Кембриджского университета. В 1932 году защитил докторскую диссертацию под руководством Ральфа Фаулера. Текст диссертационной работы лег в основу известной монографии (совместной с Невиллом Моттом) по атомным столкновениям, первое издание которой вышло год спустя. В 1933-1938 годах читал лекции в Королевском университете Белфаста, а с 1939 года являлся профессором Университетского колледжа Лондона. Во время Второй мировой войны сотрудничал с минным управлением Адмиралтейства. С 1950 года занимал пост декана физического факультета, ушел в отставку в 1975 году.
В 1954-1956 годах Мэсси являлся президентом Лондонского физического общества, а в 1969-1978 годах — вице-президентом Лондонского королевского общества. Он также занимал должность председателя Британского национального комитета по исследованию космоса, принимал участие в создании Европейского космического агентства.

## Научная деятельность
Научные работы Мэсси посвящены в основном атомной и ядерной физике, физике космоса. Большую известность имеют труды по теории атомных столкновений, в частности по рассеянию одинаковых невозбужденных атомов. Мэсси также принадлежит теория фотоэлектрического расщепления дейтрона.

## Награды
- Медаль Хьюза Лондонского королевского общества (1955)
- Королевская медаль (1958)
- Медаль и премия Гутри (1959)
- Рыцарство (1960)
- Кельвиновская лекция (1966)
- Золотая медаль Королевского астрономического общества (1982)

## Некоторые публикации

### Книги
- Г. Месси, Е. Бархоп. Электронные и ионные столкновения. — М.: Издательство иностранной литературы, 1958.
- H.S.W. Massey, H. Kestelman. Ancillary Mathematics. — 2nd ed. — Sir Isaac Pitman and Sons Ltd., 1964.
- Г. Месси. Новая эра в физике. — 2-е изд. — М.: Атомиздат, 1965.
- Н.Ф. Мотт, Г. Месси. [djvuru.512.com1.ru:8073/WWW/643727ee468add87c6654c450c5140cc.djvu Теория атомных столкновений.] (недоступная ссылка) — 3-е изд. — М.: Мир, 1969.
- Г. Месси. Отрицательные ионы. — М.: Мир, 1979.
- H.S.W. Massey. Applied Atomic Physics Processes. — Academic Press, 1982.
- H.S.W. Massey, M.O. Robins. History of British space science. — Cambridge University Press, 1986.

### Статьи
- Г. Месси. Теория рассеяния медленных электронов // Успехи физических наук. — Российская академия наук, 1958. — Т. 64, вып. 3.
- Статьи Мэсси в журнале Proc. R. Soc. Lond. A